# Caccia alle mosche
Pour plus de détails, voir Fiche technique et Distribution.
Caccia alle mosche est un film italien réalisé par Angelo Longoni et sorti en 1993 en Italie.

## Synopsis
Rocco, un forçat recherché par la police, vit dans la maison de sa femme, Anna, pendant une longue période. Anna est sa bouée de sauvetage, c'est elle qui se charge de tout. Leur rapport est tissé de passion de jalousie et de violence, mais aussi de peur d'intolérance et de méfiance.

## Fiche technique
- Titre original : Caccia alle mosche
- Réalisation : Angelo Longoni
- Scénario : Angelo Longoni et Luciano Calosso
- Dialogues : Angelo Longoni
- Photographie : Beppe Tinelli
- Décors : Valeria Paoloni
- Costumes : Margherita Marinari
- Musique : Gianni Ferrio
- Producteurs : Andrea Angioli, Remo Angioli
- Société de production : Polistudio
- Pays d'origine :  Italie
- Langue originale : italien
- Format : couleur - 35 mm
- Genre : Film dramatique
- Durée : 95 minutes
- Dates de sortie :
  -  Italie : 1er octobre 1993

## Distribution
- Vittorio Mezzogiorno
- Andrea Occhipinti (it)
- Giulia Fossà : Gelsomina
- Massimo Venturiello : Rocco
- Cesare Capitani : Luca
- Richard Sammel : Riccardo
- Bruno Armando : Max

## Tournage
Italie